# Mușchiul flexor ulnar al carpului

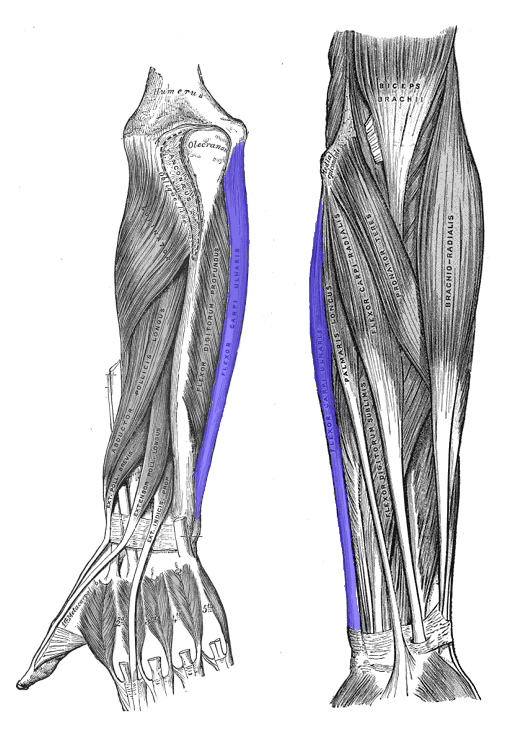
Mușchiul flexor ulnar al carpului (în albastru)

Mușchiul flexor ulnar al carpului (Musculus flexor carpi ulnaris) sau mușchiul cubital anterior este un mușchi lung fusiform, subțire, așezat în partea medială a feței anterioare a antebrațului, medial de mușchiul palmar lung. Are un traiect paralel cu ulna, de la epicondilul medial al humerusului la osul pisiform, fiind mușchiul cel mai medial din primul plan (superficial) al mușchilor anteriori ai antebrațului.

## Inserții
Mușchiul flexor ulnar al carpului are originea proximală prin două capete: unul humeral și altul ulnar.
- Capul humeral (Caput humerale musculi flexoris carpi ulnaris) are originea pe epicondilul medial al humerusului (Epicondylus medialis humeri) și pe septurile intermusculare
- Capul ulnar (Caput ulnare musculi flexoris carpi ulnaris) are originea pe marginea medială a olecranului (Olecranon) și pe cele două treimi superioare ale marginii posterioare a ulnei.

Aceste două capete sunt unite printr-o arcadă fibroasă pe sub care trec nervul ulnar (Nervus ulnaris) și artera recurentă ulnară posterioară (Arteria recurrens ulnaris). 
În treimea superioară a antebrațului ambele capete fuzionează formând un corp muscular  lung care se continuă distal cu un tendon lung și gros care trece sub retinaculul flexorilor (Retinaculum flexorum) și se inseră pe osul pisiform (Os pisiforme) înglobându-l și transformându-l într-un os sesamoid, pe baza metacarpianului V (Basis metacarpalis) prin intermediul ligamentului pisometacarpian (Ligamentum pisometacarpeum) și pe cârligul osului cu cârlig (Hamulus ossis hamati) prin intermediul ligamentului pisohamat (Ligamentum pisohamatum). 

## Raporturi
Mușchiul flexor ulnar al carpului este superficial fiind acoperit de piele. 
El acoperă mușchiul flexor superficial al degetelor (Musculus flexor digitorum superficialis) și mușchiul flexor profund al degetelor (Musculus flexor digitorum profundus). Lateral vine în raport cu mușchiul palmar lung (Musculus palmaris longus). Pe toată lungimea sa, posterior și medial, mușchiul flexor ulnar al carpului vine în raport cu ulna.
Mușchiul flexor ulnar al carpului acoperă prin fața sa laterală artera ulnară și nervul ulnar. Nervul ulnar trece între cele două capete de inserție ale mușchiului flexor ulnar al carpului. Nervul ulnar merge pe un traiect de câțiva centimetri prin corpul muscular, fapt de care trebuie ținut seama la disecția nervului pentru a nu fi lezate filetele nervoase care se distribuie mușchiului.  

## Acțiune
Este un puternic flexor, dar în special adductor al mâinii pe antebraț. Flexor secundar al antebrațului pe braț.

## Inervația
Inervația provine dintr-o ramură a nervului ulnar, care ia naștere din plexul brahial (neuromer C7-C8 și Th1).

## Vascularizația
Vascularizația este asigurată de artera ulnară (Arteria ulnaris), artera recurentă ulnară posterioară (Arteria recurrens ulnaris) și artera colaterală ulnară inferioară (Arteria collateralis ulnaris inferior).